# Onthophagus tripartitus
Onthophagus tripartitus är en skalbaggsart som beskrevs av D'orbigny 1902. Onthophagus tripartitus ingår i släktet Onthophagus och familjen bladhorningar. Inga underarter finns listade i Catalogue of Life.